# (1848) Delvaux
(1848) Delvaux es un asteroide perteneciente al cinturón de asteroides descubierto por Eugène Joseph Delporte desde el Real Observatorio de Bélgica, Uccle, el 18 de agosto de 1933.

## Designación y nombre
Delvaux recibió inicialmente la designación de 1933 QD.
Más tarde se nombró en honor de la nuera del astrónomo belga Georges Roland.

## Características orbitales
Delvaux está situado a una distancia media de 2,87 ua del Sol, pudiendo acercarse hasta 2,742 ua. Tiene una inclinación orbital de 1,441° y una excentricidad de 0,04482. Emplea 1776 días en completar una órbita alrededor del Sol.